# Tyler Thomas
Tyler Thomas (New Haven, Connecticut; 2 de febrero de 2000) es un baloncestista estadounidense que pertenece a la plantilla del Alba Fehérvár de la NB I/A húngara. Con 1,91 metros de estatura, juega en la posición de escolta. 

## Trayectoria deportiva

### Universidad
Jugó tres temporadas con los Pioneers de la Universidad del Sagrado Corazón, en las que promedió 12,5 puntos, 3,4 rebotes y 1,8 asistencias por partido. En su segunda temporada fue elegido jugador más mejorado de la Northeast Conference e incluido en el segundo mejor quinteto de la conferencia.
Al término de la temporada 2021-22 decidió ser transferido a los Pride de la Universidad Hofstra, Allí jugó dos temporadas más, en las que acabó promediando 19,4 puntos, 4,5 rebotes y 2,3 asistencias por partido. Al término de la segunda de ellas fue elegido Jugador del Año de la Colonial Athletic Association, y ganó además el Premio Haggerty al mejor jugador del área metropolitana de Nueva York.

### Profesional
Tras no ser elegido en el Draft de la NBA de 2024, disputó las Ligas de Verano de la NBA con los Chicago Bulls. El 9 de agosto firmó su primer contrato profesional con el Alba Fehérvár de la NB I/A húngara.